# Danique Kerkdijk
Danique Kerkdijk (Olst, 1º maggio 1996) è una calciatrice olandese, difensore del Twente.

## Carriera

### Club
Nata a Olst, nei Paesi Bassi centrali, nel 1996, ha iniziato a giocare a calcio nella sua città, con l'Overwetering, rimanendovi fino ai 14 anni, quando è passata nelle giovanili del Twente. Dopo 3 anni, all'inizio della stagione 2013-2014 ha fatto il suo esordio in prima squadra, il 10 agosto 2013, entrando al 70' del successo per 4-0 sulle croate dell'Osijek in Women's Champions League, nel turno preliminare giocato proprio nei Paesi Bassi. Ha segnato la sua prima rete con la squadra di Enschede il 16 maggio 2014, realizzando al 61' il momentaneo 2-0 nella vittoria interna per 2-1 sull'Heerenveen della 27ª giornata di BeNe League, campionato che univa squadre olandesi e belghe. Con le biancorosse ha giocato 4 stagioni, ottenendo più di 100 presenze e 5 gol e vincendo la BeNe League 2014, la Coppa d'Olanda 2015 e l'Eredivisie 2016.
Nell'estate 2017 ha lasciato i Paesi Bassi per trasferirsi in Inghilterra, al Bristol City, in Women's Super League, massima serie inglese, debuttando il 24 settembre, titolare nella sconfitta esterna per 6-0 contro il Chelsea in campionato. Il 2 dicembre ha realizzato il suo primo gol, aprendo le marcature al 24' nel 3-0 casalingo sul Brighton & Hove in WSL Cup. Ha chiuso la prima stagione all'8º posto in classifica.
Il 1º giugno 2019 Danique decide di trasferirsi, sottoscrivendo un accordo con il Brighton & Hove per la stagione entrante. Ha giocato con la squadra biancoblu per tre stagioni consecutive in FA Women's Super League, accumulando 53 presenze e una sola rete. Per la stagione 2022-23 ha lasciato l'Inghilterra per tornare nei Paesi Bassi, tornando al Twente dopo cinque anni.

### Nazionale
Ha esordito nelle nazionali giovanili dei Paesi Bassi nell'aprile 2014, poco prima di compiere 18 anni, con l'Under-19, partecipando a 3 gare delle qualificazioni all'Europeo di categoria di Norvegia 2014. Convocata anche per la fase finale del torneo, Kerkdijk è scesa in campo in tutte e 5 le gare delle Oranje, compresa la finale vinta per 1-0 contro la Spagna il 27 luglio, conquistando così l'Europeo giovanile, il primo di sempre per le olandesi. Schierata anche in 6 gare delle qualificazioni al torneo successivo di Israele 2015, non è però riuscita ad ottenere la qualificazione alla fase finale.
Ha esordito con la nazionale maggiore il 17 settembre 2015, entrando al posto di Anouk Hoogendijk all'intervallo dell'amichevole giocata in casa a Doetinchem contro la Bielorussia, vinta per 8-0.
Non chiamata per il vittorioso Europeo casalingo del 2017, nell'aprile 2019 è stata invece inserita nella lista delle 23 convocate per il Mondiale di Francia 2019.

## Palmarès

### Club

#### Competizioni nazionali
- Campionato olandese: 1

Twente: 2015-2016
- Coppa dei Paesi Bassi: 2

Twente: 2014-2015, 2022-2023

#### Competizioni internazionali
- BeNe League: 1

Twente: 2013-2014

### Nazionale
- Algarve Cup: 1

2018 (a pari merito con la Svezia)

#### Competizioni giovanili
- Campionato d'Europa under 19: 1

2014